# 白石镇 (汶上县)
白石镇，是中华人民共和国山東省济宁市汶上县下辖的一个行政建制镇。

## 行政区划
白石镇下辖以下地区：
白石村、西岗村、武村、兴化寺村、庞楼村、北泉村、贾村、夏村、小楼村、马家寨子村、郑成后村、东营村、东刘岗村、郑成前村、后营村、南杨庄村、崔河村、小李庄村、毛村、郭林村、红沟崖村、刘贾村、南泉沟村、卧佛山村、路辛村、鹅鸭厂村和孔新庄村。

## 人口
2010年中国第六次人口普查时，白石镇共有人口33688人。共有家庭9129户，平均每户3.60人。14岁以下的少年儿童共5410人，占总人口16.05%；15-64岁人口共24945人，占总人口74.04%；65岁及以上的老年人共3333人，占总人口的9.893%。男性共计16948人，占总人口50.30%；女性共计16740，占总人口49.69%。本地居住的人口中，拥有本地户籍的人口为32919人，占97.71%。